# 崔摐
崔摐（8世纪—791年）， 博陵安平（今河北省安平县）人，唐朝政治人物。
崔涣之子。最初以荫补协律郎。曾任蓝田县令，宽明幹練，县人为他立碑颂德。后转京兆府司录，累迁金部员外郎。建中三年（782年）八月，朝廷初分置汴東西水陸運兩稅鹽鐵使。是年十二月二十日，由包佶與崔摐共同擔任鹽鐵使。朝廷讨伐魏博節度使田悦时，崔摐输送粮食，使军队供应不缺。貞元初官吏部侍郎。熟知礼乐。贞元五年（789年）拜太常卿，官观察使。以父贬道州刺史，弃官。卒于贞元七年（791年）六月，谥曰忠，赠吏部尚书。

## 子孙
- 崔元方，沔州刺史
  - 崔碣，字東標
    - 崔善
- 崔元加
  - 崔氏，女李氏嫁卢逢时